# Charles Antoine Dujardin
Charles Antoine Dujardin est un homme politique français né le 20 octobre 1761 à Chalon-sur-Saône (Saône-et-Loire) et mort le 25 décembre 1825 à Dijon (Côte-d'Or).

## Biographie
Avocat à Chalon-sur-Saône, il est officier municipal en 1790 et accusateur public au tribunal criminel du département en 1792. Suspendu sous la Terreur, il reprend ses fonctions après le 9 thermidor. Il est élu député de Saône-et-Loire au Conseil des Cinq-Cents le 25 vendémiaire an IV. Il est nommé premier juge au tribunal criminel de la Côte-d'Or en 1800, puis devient procureur général à Dijon en 1808, puis conseiller à la cour d'appel de Dijon en 1818.

## Sources
- « Charles Antoine Dujardin », dans Adolphe Robert et Gaston Cougny, Dictionnaire des parlementaires français, Edgar Bourloton, 1889-1891 [détail de l’édition]